# جوى لانسينج
جوى لانسينج (بالإنجليزية: Joi Lansing)‏ (و. 1928 – 1972 م) هي مغنية، وممثلة تلفزيونية، وممثلة أفلام، وعارضة أمريكية، ولدت في سولت ليك سيتي، بدأت مشوارها المهني سنة 1942، توفيت في سانتا مونيكا، كاليفورنيا، عن عمر يناهز 44 عاماً، بسبب سرطان الثدي.

## جوائز
حصلت على جوائز منها:

نجمة على ممر الشهرة في هوليوود (8 فبراير 1960)

## وصلات خارجية
- جوى لانسينج على موقع IMDb (الإنجليزية)
- جوى لانسينج على موقع ألو سيني (الفرنسية)
- جوى لانسينج على موقع أول موفي (الإنجليزية)
- جوى لانسينج على موقع قاعدة بيانات الأفلام السويدية (السويدية)
- جوى لانسينج على موقع إن إن دي بي (الإنجليزية)
- جوى لانسينج على موقع قاعدة بيانات الفيلم (الإنجليزية)
- جوى لانسينج على موقع كينوبويسك (الروسية)